# Смолянов, Соломон
Соломон Смолянов (порт. Salomon Smolianoff; 1899—1976) — еврейский фальшивомонетчик, выживший во время Холокоста. Участвовал в операции «Бернхард». В фильме «Фальшивомонетчики» персонаж был переименован в Саломона «Салли» Соровича.

## Жизнь
Родился в еврейской семье в Кременчуге, Украина. Он учился живописи в Российской империи, но ему пришлось покинуть страну в 1922 году, так как его родители были против Октябрьской революции.
Он ездил по Европе, был женат в Италии и попытался начать новую жизнь в Германии, где он встретил фальшивомонетчика. Он был объявлен в розыск несколькими европейскими государствами до начала Второй мировой войны.
В 1939 году Бернхард Крюгер, будущий штурмбаннфюрер СС, руководитель операции «Бернхард», посадил его за решетку. Саломон был отправлен в концентрационный лагерь Маутхаузен, где проявил себя на службе СС как портретист и художник. Он был выбран для операции «Бернхард», переведен в концлагерь Заксенхаузен в 1944 году, где впоследствии был освобожден американской армией 6 мая 1945.
Все его следы были утеряны после его освобождения. Вскоре он был в списках международного розыска как фальшивомонетчик.
Затем он эмигрировал в Уругвай, где подделывал русские иконы. Уругвайская полиция в 1950-х годах вышла на его след и Смолянов переехал в Бразилию, где занялся игрушечным бизнесом.
Умер в Порту-Алегри на юге Бразилии в 1976 году. Говорят, что он провел свои последние годы за написанием портретов и созданием игрушек.